# Kódové slovo
Kódové slovo je při komunikaci prvek standardizovaného kódu nebo protokolu. Každé kódové slovo je sestaveno podle pravidel příslušného kódu (případně přiřazeno v kódové knize) a je mu přiřazen jednoznačný význam. Kódová slova se obvykle používají pro zajištění spolehlivosti, srozumitelnosti, stručnosti nebo utajení.